# 马尔利-戈蒙
马尔利-戈蒙（法語：Marly-Gomont，法語發音：[maʁli ɡɔmɔ̃]）是法国上法蘭西大區埃纳省的一个市镇，属于韦尔万区。该市镇由马尔利（Marly）和戈蒙（Gomont）两地组成。

## 地理
马尔利-戈蒙（49°54'16"N, 3°47'18"E）面积12.91 平方千米，位于法国上法蘭西大區埃纳省，该省份为法国北部内陆省份，北起北部省，西接索姆省和瓦兹省，东临阿登省和马恩省，西南至塞纳-马恩省，东北部与比利时接壤。
与马尔利-戈蒙接壤的市镇（或旧市镇、城区）包括：希尼、昂格朗库尔、欧蒂翁、普鲁瓦西、圣阿尔吉、拉瓦莱欧布莱。

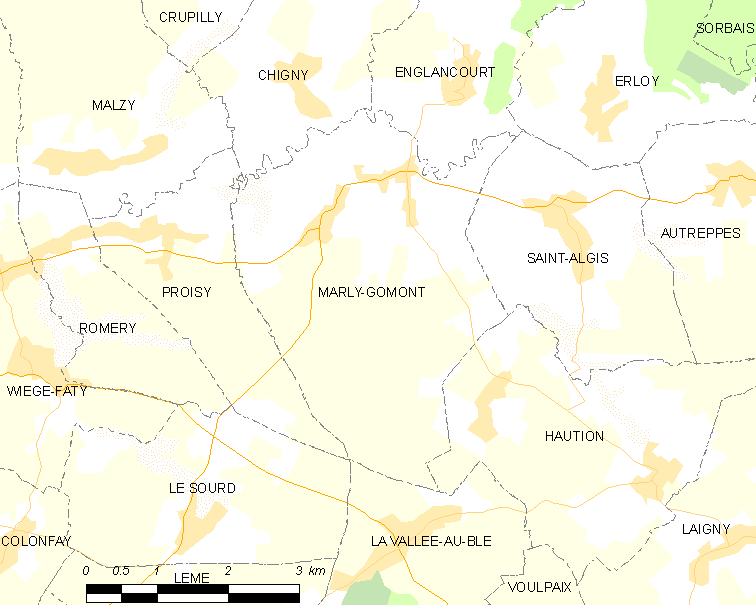
马尔利-戈蒙的OSM定位图

马尔利-戈蒙的时区为UTC+01:00、UTC+02:00（夏令时）。

## 行政
马尔利-戈蒙的邮政编码为02120，INSEE市镇编码为02469。

## 政治
马尔利-戈蒙所属的省级选区为吉斯县。

## 人口

1962-2008年间马尔利-戈蒙人口变化图示

马尔利-戈蒙于2022年1月1日时的人口数量为484人。